# 할란드 공작 베르틸 왕자
할란드 공작 베르틸 왕자(Prince Bertil, Duke of Halland, 1912년 2월 28일 ~ 1997년 1월 5일)는 스웨덴 왕실의 일원이었다. 그는 스웨덴의 칼 16세 구스타프의 삼촌이자 구스타프 6세 아돌프 왕과 그의 첫 번째 부인인 코넛 공녀 마거릿의 셋째 아들이었다. 1973년부터 1979년까지 그는 조카인 칼 16세 구스타프와 스웨덴 왕위 계승자로 추정된다.